# Jean de Looz-Corswarem
Jean Joseph Benjamin, comte de Looz-Corswarem, né le 30 novembre 1788 à Ocquier et mort le 30 mars 1843 à Avin, est un général et homme politique belge.

## Biographie
De la maison de Corswarem, dont une branche portait les titres de prince et de duc, Jean de Looz-Corswarem est le fils du comte Louis de Looz-Corswarem (1758-1846), membre du corps équestre de la province de Liège, et de Marie-Marguerite Kerens (1755-1837). Il est le père du général Hippolyte de Looz-Corswarem.
Suivant la carrière militaire, il appartient à un régiment de Lancers sous l'Empire français et sert successivement avec les grades de sous-lieutenant (1806), lieutenant (1808), capitaine (1810) et chef d'escadron (1814). Il passe dans l'armée du royaume uni des Pays-Bas et devient major (1815-1822), après quoi il est déclaré inactif. Après la révolution belge, il s'enrôle à nouveau et devient colonel commandant la place de Liège (janvier 1831), commandant de la province de Liège (décembre 1831), aide de camp du roi Léopold (1832-1837), commandant de la province d'Anvers (1837-1842) et général-major commandant de la 2e brigade de la cavalerie lourde (1842-1843).
Parallèlement à ses activités au siège du roi, il est également élu sénateur catholique de l'arrondissement de Waremme en juin 1835, mandat qu'il conserve jusqu'en avril 1837.
Il est inhumé dans le caveau familial à Avin.

## Mandats et fonctions
- Membre du Sénat belge : 1835-1837

## Sources
- Jean-Luc de Paepe & Christiane Raindorf-Gerard, Le Parlement belge, 1831-1894. Données biographiques, Brussel, 1996.
- Paul Roger, Biographie générale des Belges morts ou vivants, hommes politiques, membres des assemblées délibérantes, ecclésiastiques, militaires, savants, artistes et gens de lettres, Deroovers, 1850